# Túmul

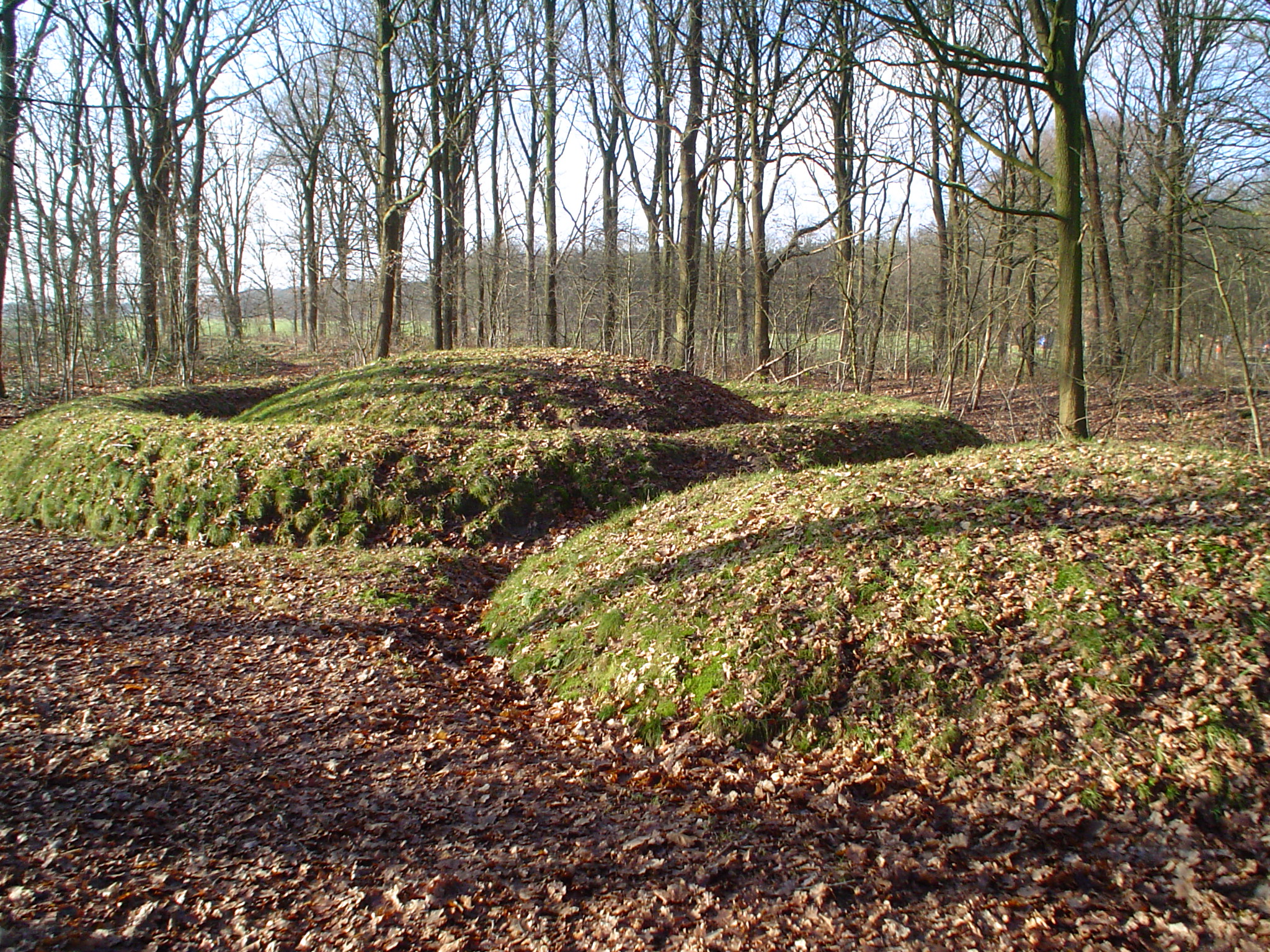
Reconstrucció moderna d'un túmul circular de l'època de bronze a Veldhoven (Països Baixos).

Un túmul és un monument funeral fet d'una mota de terra i de pedres amassades damunt una tomba o un lloc on s'havia incinerat un mort. En certes èpoques, s'apila la mota damunt un dolmen per a donar-hi un aspecte monumental.
Hi ha túmuls arreu del món i aquesta manera de sebollir i de venerar els morts va utilitzar-se en moltes cultures i èpoques, i prenen moltes formes diferents: rectangulars, circulars amb una cavitat al mig, còniques…

## Túmuls al món

### Catalunya

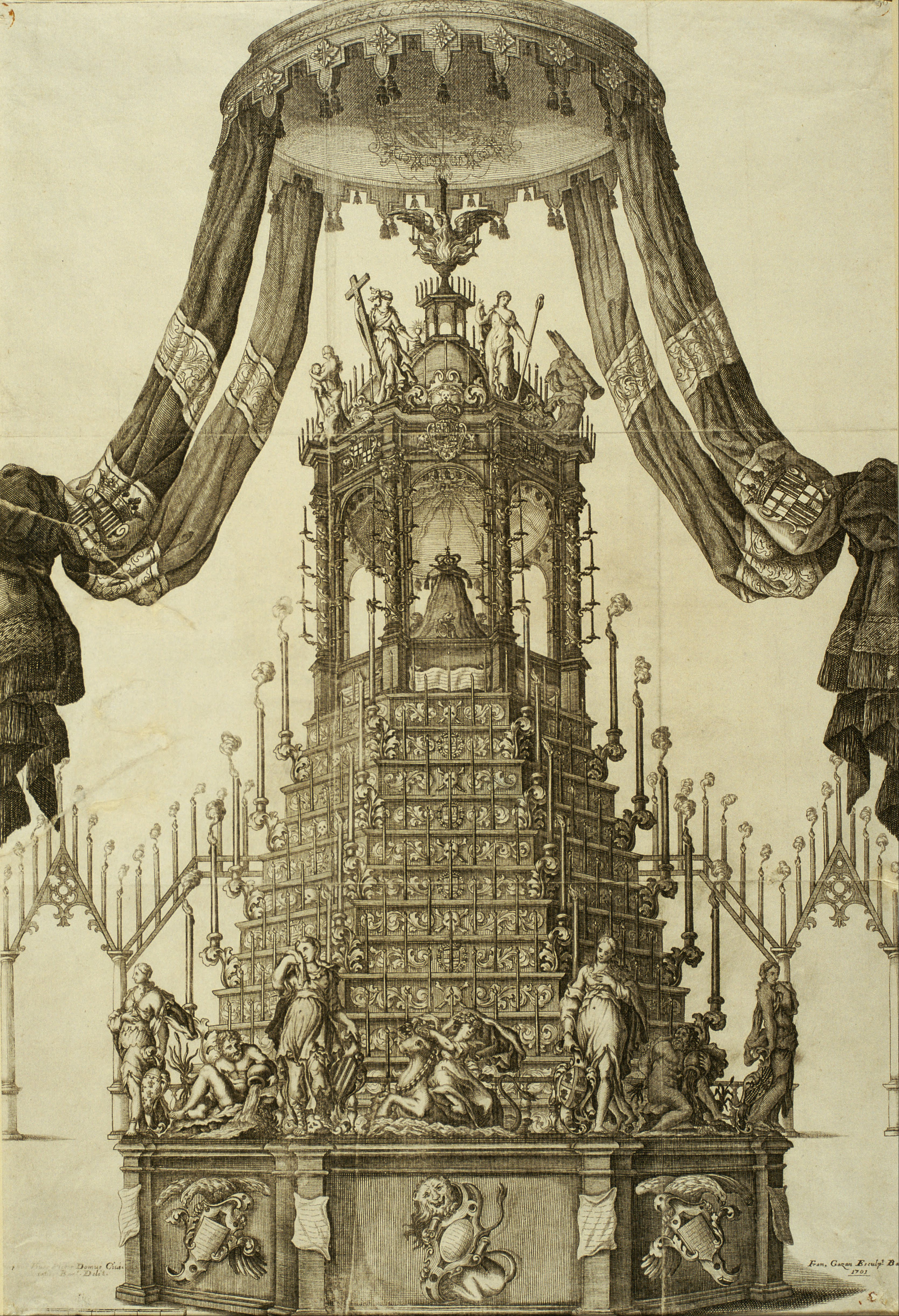
Francesc Gazan, Túmul de Carles II, 1701, conservat al MNAC.

Els túmuls més antics coneguts a Catalunya es troben a la zona de Tavertet, corresponents al final del Neolític Antic - Neolític Antic Postcardial (4400-3600 aC) i a vegades anomenats pre-megalítics, ja que no es van construir amb lloses de grans dimensions. Aquests túmuls estàn formats exclusivament per terres, tenint un diàmetre màxim de 22 metres i fins a 2,2 metres d'altura conservada. Es troben envoltats per una anella de lloses o cròmlec i disposen de cambres funeràries relativament simples.
Hi ha uns camps de túmuls d'incineració de l'època ibèrica (1300 aC) a Colldelrat i a Vilanova de Meià, a la Vall d'Aran, l'Alta Ribagorça i als cursos baixos dels rius Segre i Cinca.
A Roses a l'Alt Empordà, s'ha trobat una necròpolis amb túmuls emmarcats per cercles de poc menys de dos metres de diàmetre, formats per petites lloses de pissarra clavades verticalment. S'hi trobaren fragments de terrissa del segle vii aC, pertanyent a la cultura dels camps d'urnes, que a l'Empordà, com al Rosselló i al Llenguadoc, cal incloure dins l'anomenada actualment «cultura mailhaciana», en un moment de transició entre l'edat del bronze i l'edat del ferro.
D'altres es troben al Bosc (Correà), Serra Clarena (Castellfollit del Boix), Pla de Berret, Mig Aràn, Cuylàs, Pic è Baqueira, Montgarri, Camprodon (Sant Pau de Pinos), Clarà, Senyús, Cogomera (Montanissell), Les Fontetes (Angostrina), L'Auberada (Navès). Sovint, el túmul va quasi desaparèixer amb el temps i només romanen les estructures dures del dolmen.

### Alemanya
A Alemanya, se'n troben, entre d'altres, a Grabau, l'Elmsland, al camp funeral del Pestruper Gräberfeld, a Osnabrück.

### Bèlgica

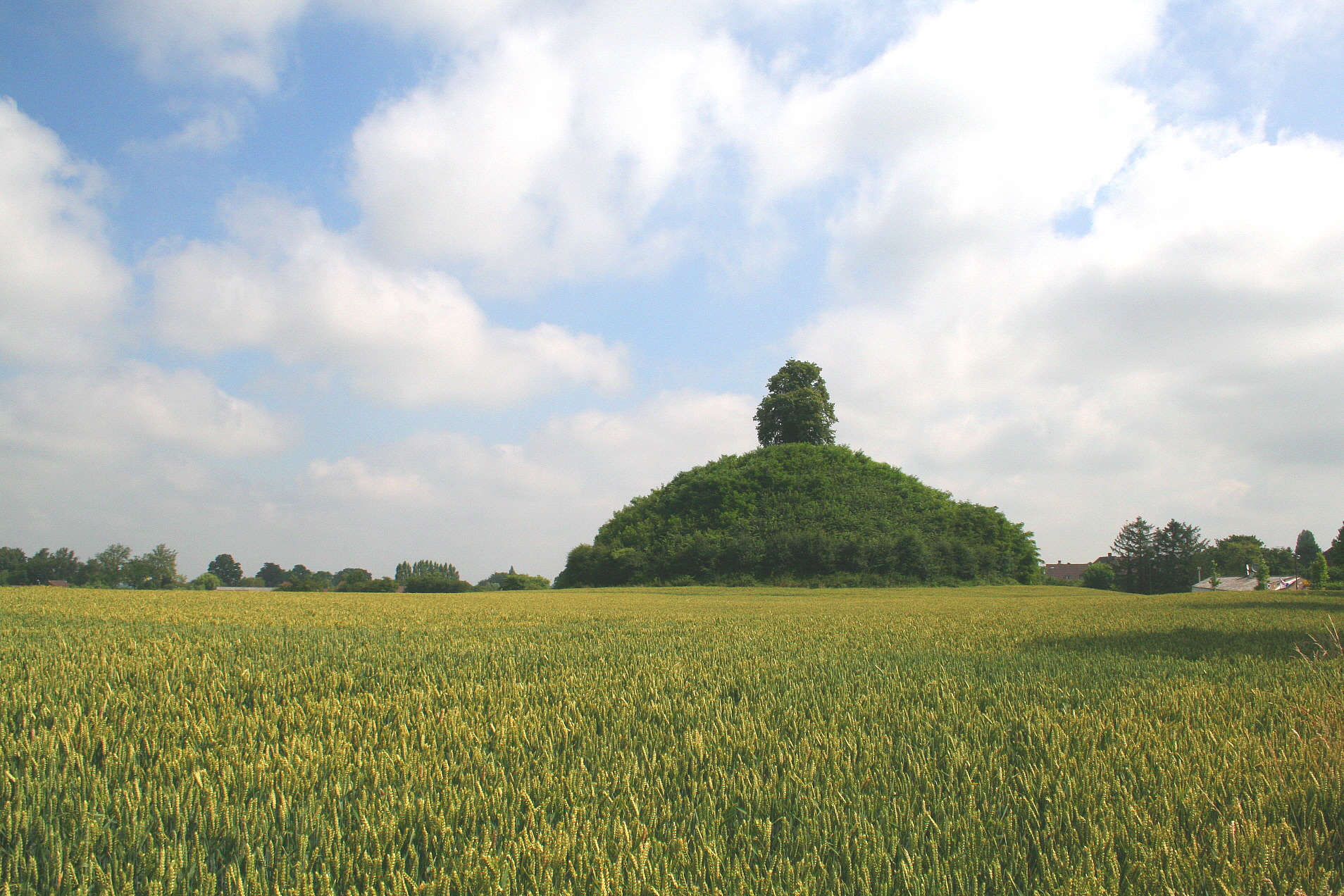
Túmul de Glimes.

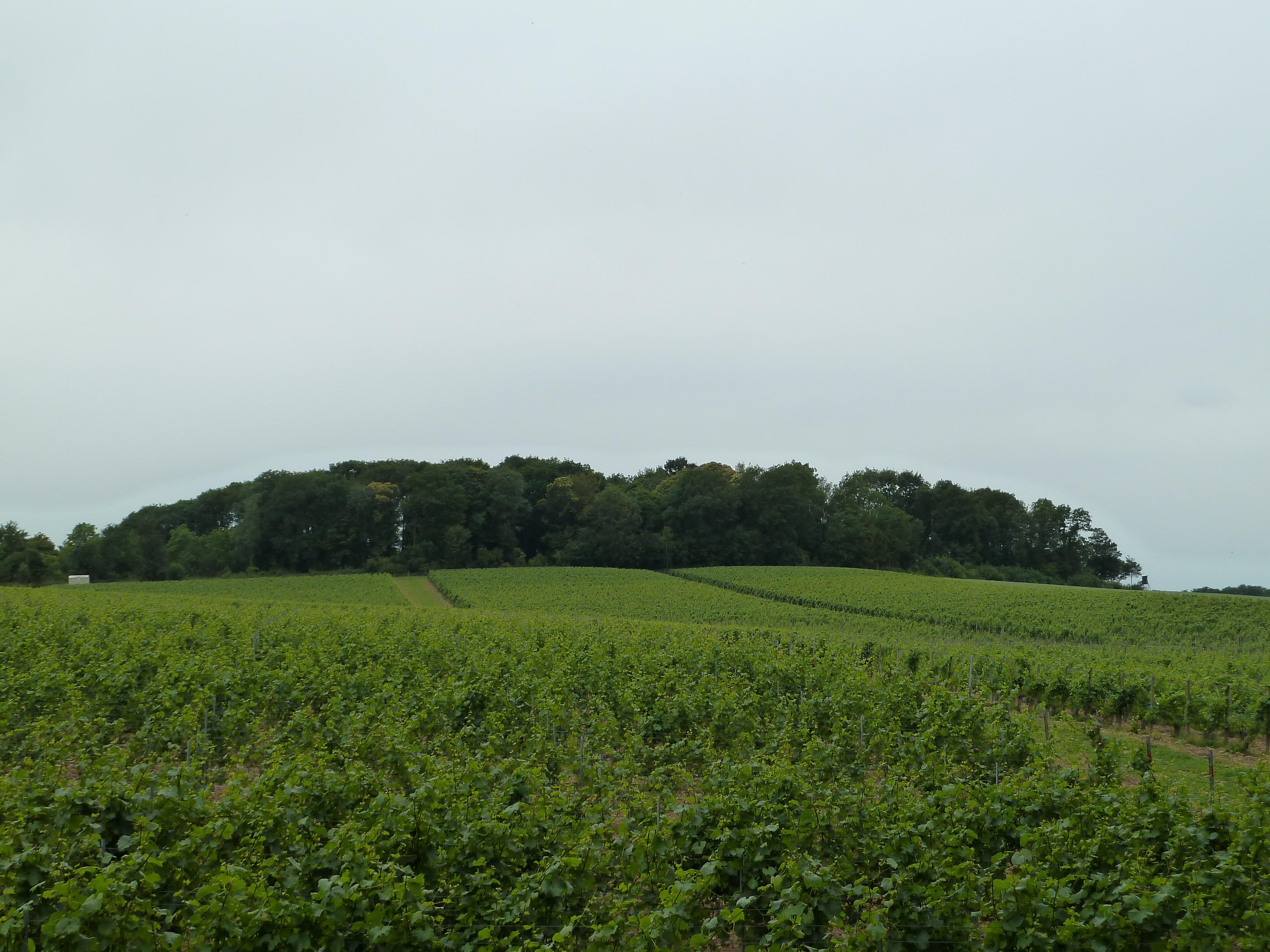
El túmul de Genoelselderen.

A Bèlgica, al costat de les vies romanes a l'entorn de la ciutat gal·loromana de Tongeren, hi havia més de 150 túmuls. Uns dels més coneguts són els Drie Tommen al poble de Grimde del municipi de Tienen, en els quals va trobar-se un tresor important l'any 1894 que pertanyia a Marcus Probius Burrus. Altres túmuls van desaparèixer amb el temps, però s'han tornat a trobar per la fotografia aèria i per la toponímia: els mots neerlandesos Tom, Tomme, Tomberg sovint indiquen la presència d'un túmul.

### Egipte
A l'antic Egipte, s'amunteguen túmuls fins a la fi del període predinàstic, que poden considerar-se com els precursors de les mastabes i piràmides.

### Illes Britàniques
A les Illes Britàniques, els túmuls es diuen Barrow (una transformació del mot germànic berg = mont) o cairn (mot gaèlic que significa mota de pedres) quan estan fets de pedres. A Anglaterra, se'n van trobar uns 200 a Dorset, Hampshire, Yorkshire i Wiltshire.

### Països Baixos

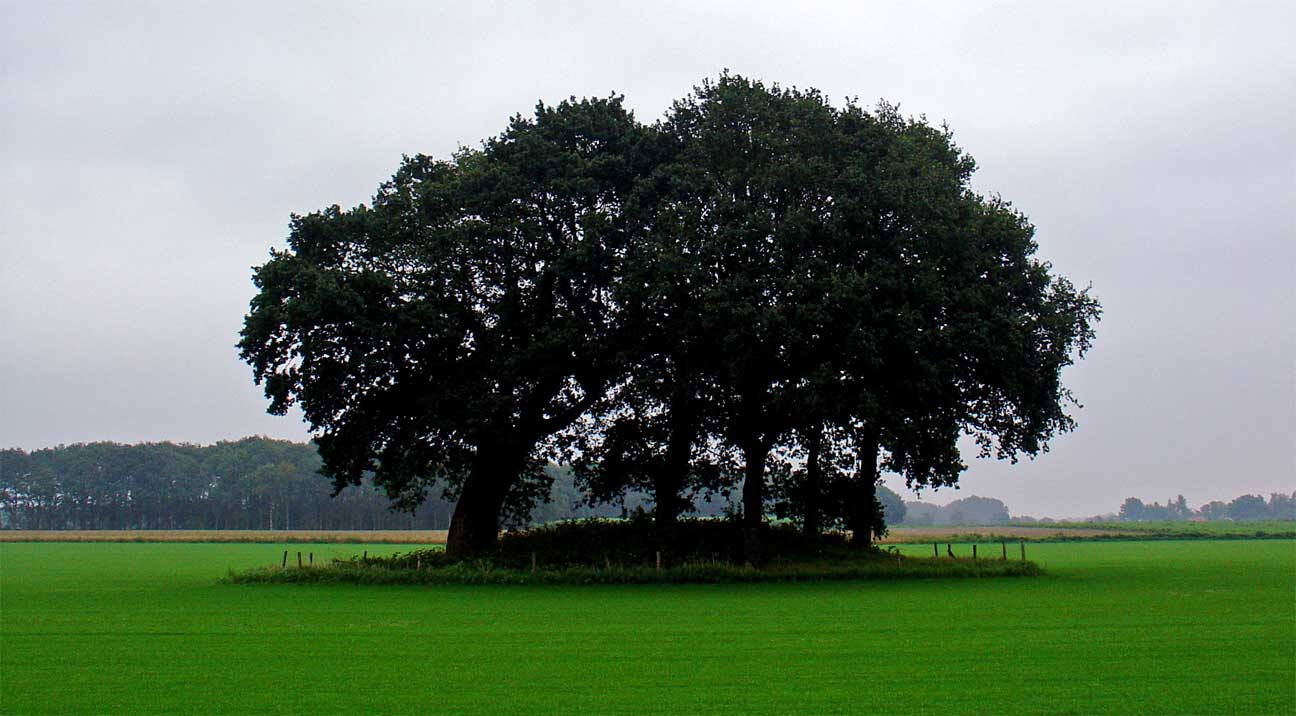
Túmul entre Borger i Drouwen.

Els túmuls més antics es van trobar a prop d'Apeldoorn, al Veluwe i a Drente. El més alt, anomenat Zwarte Berg o Smousenberg es troba a Hoogeloon (Bladel). En un altre, a Meerlo (Limburg), es van trobar més de cent urnes.

## Túmuls en la literatura
- Al cant 23 de la Ilíada, Aquil·les crema les despulles del seu amic Pàtrocle, organitza les exèquies i construeix un túmul damunt l'urna amb les cendres.
- Després de morir en una lluita amb un drac, les despulles de Beowulf són portades a Hronesness, on van incinerar-se. Després, els seus fidels construeixen un túmul a la vora del mar i l'omplen amb un tresor.

## Fotos

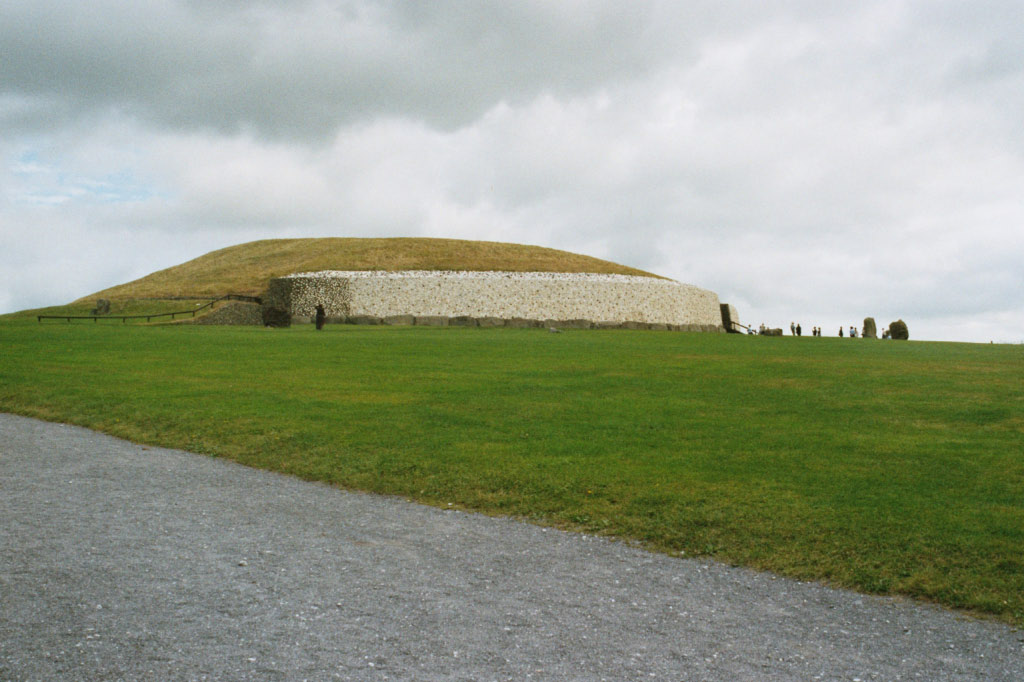
Túmul a Newgrange a Irlanda.
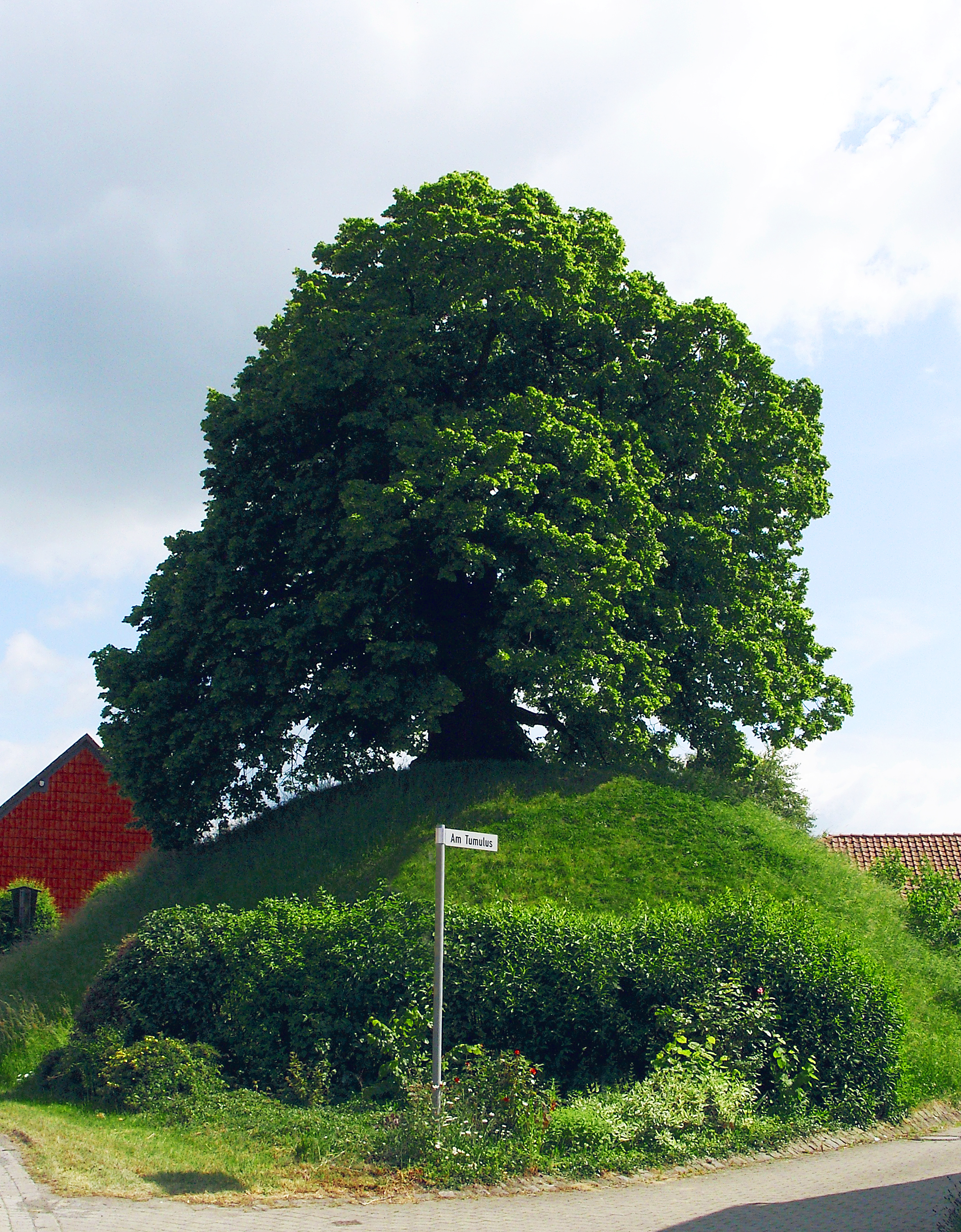
Túmul a Evessen, Alemanya.
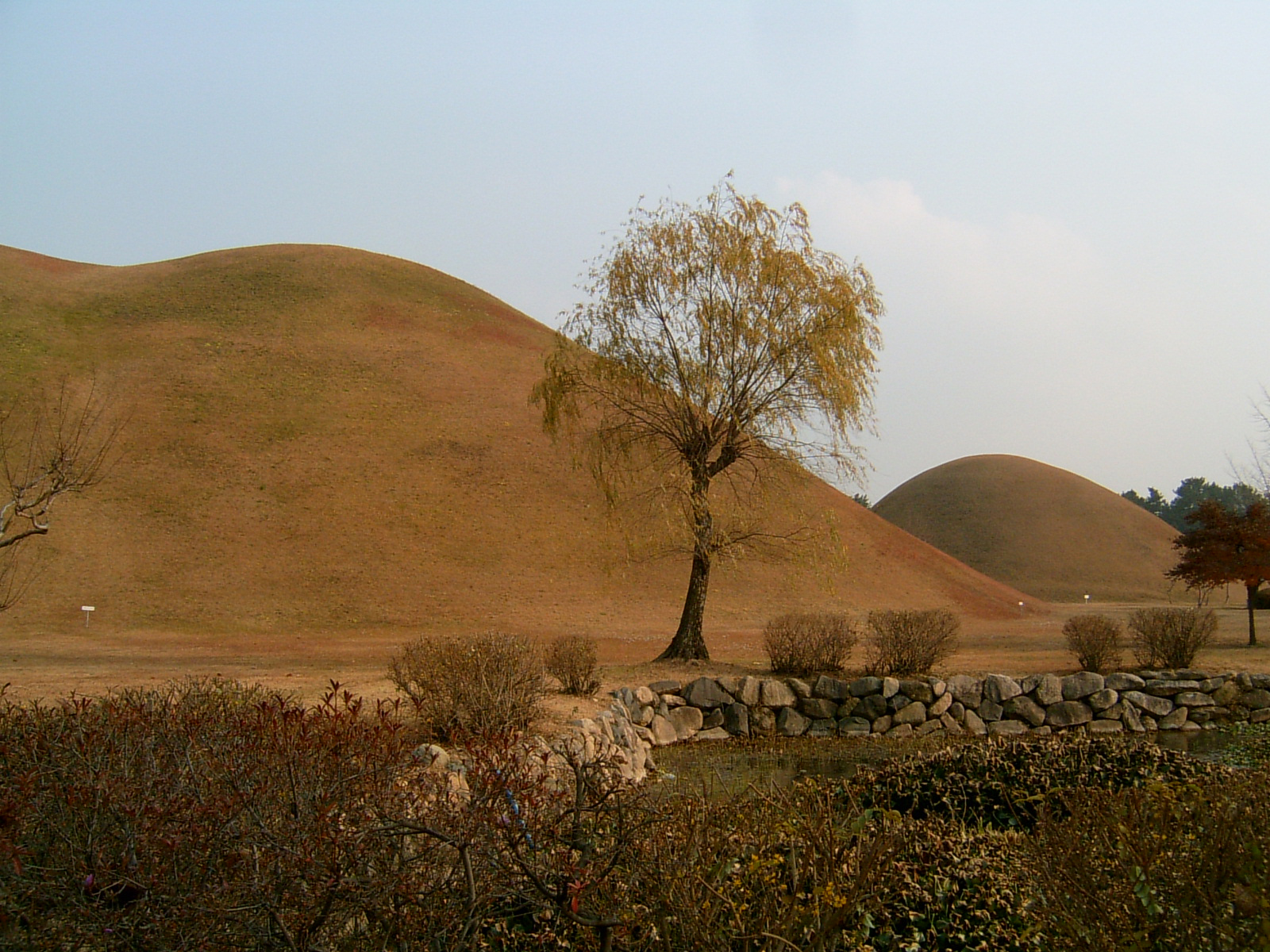
Túmuls a Gyeongju, Corea del Sud.
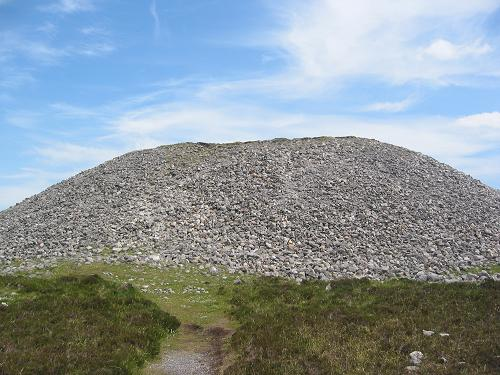
Cairn al mont Knocknarea a Irlanda.
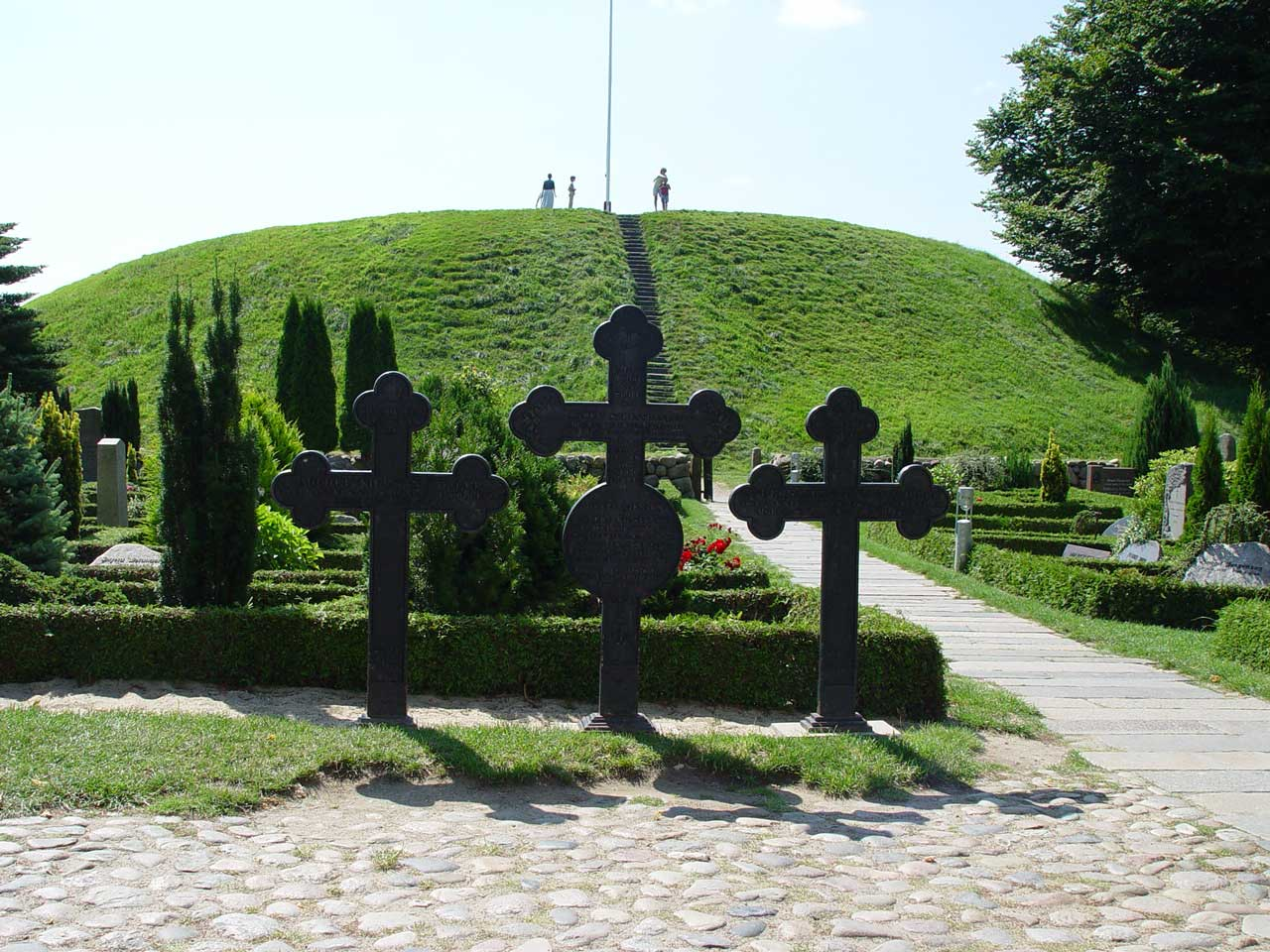
Túmul d'un rei viking a Jelling, Dinamarca.
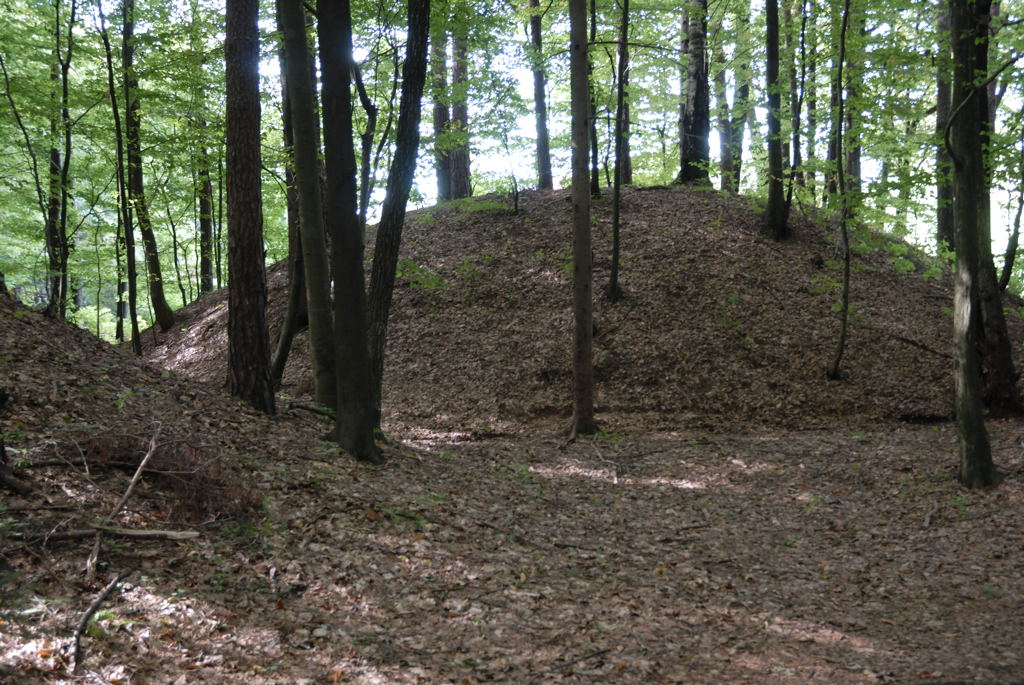
Túmuls a la vall del Sulm, Àustria.
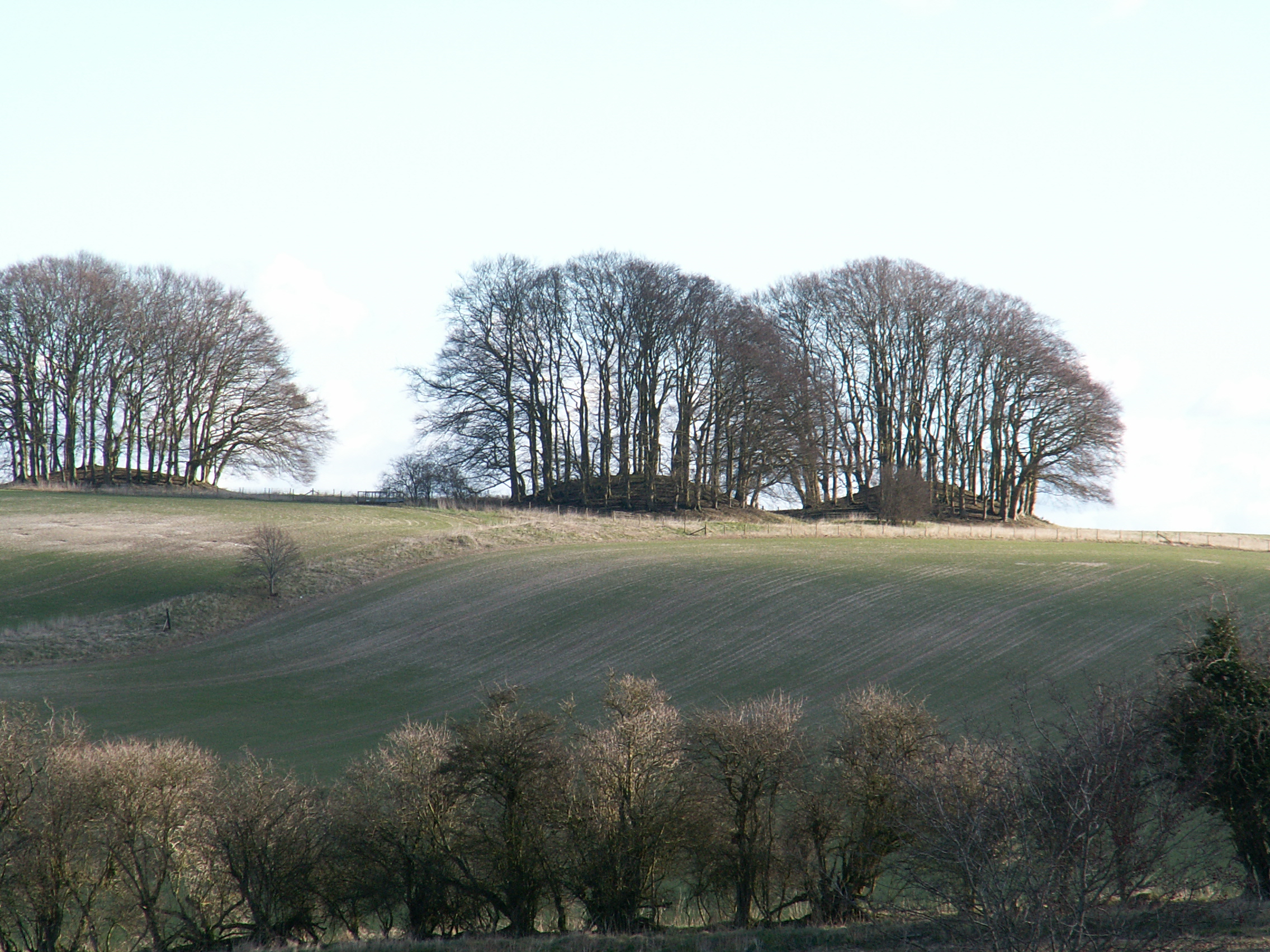
Túmuls a prop d'Avebury, Anglaterra.
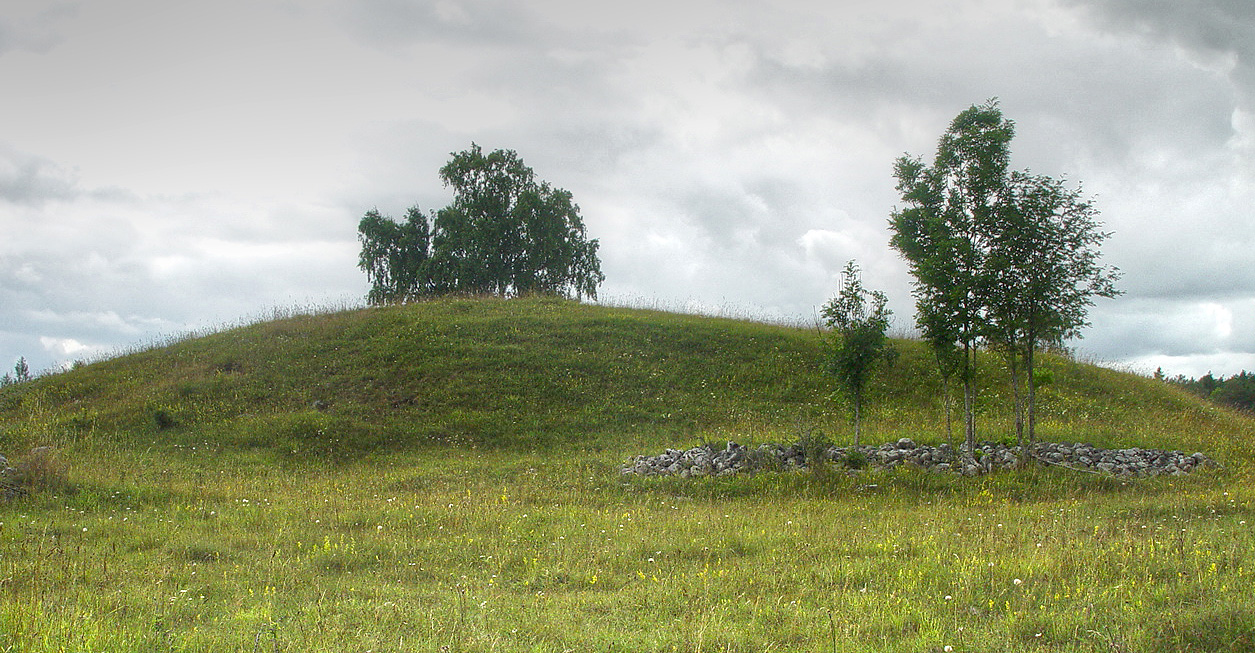
Túmul a Gotland, Suècia.
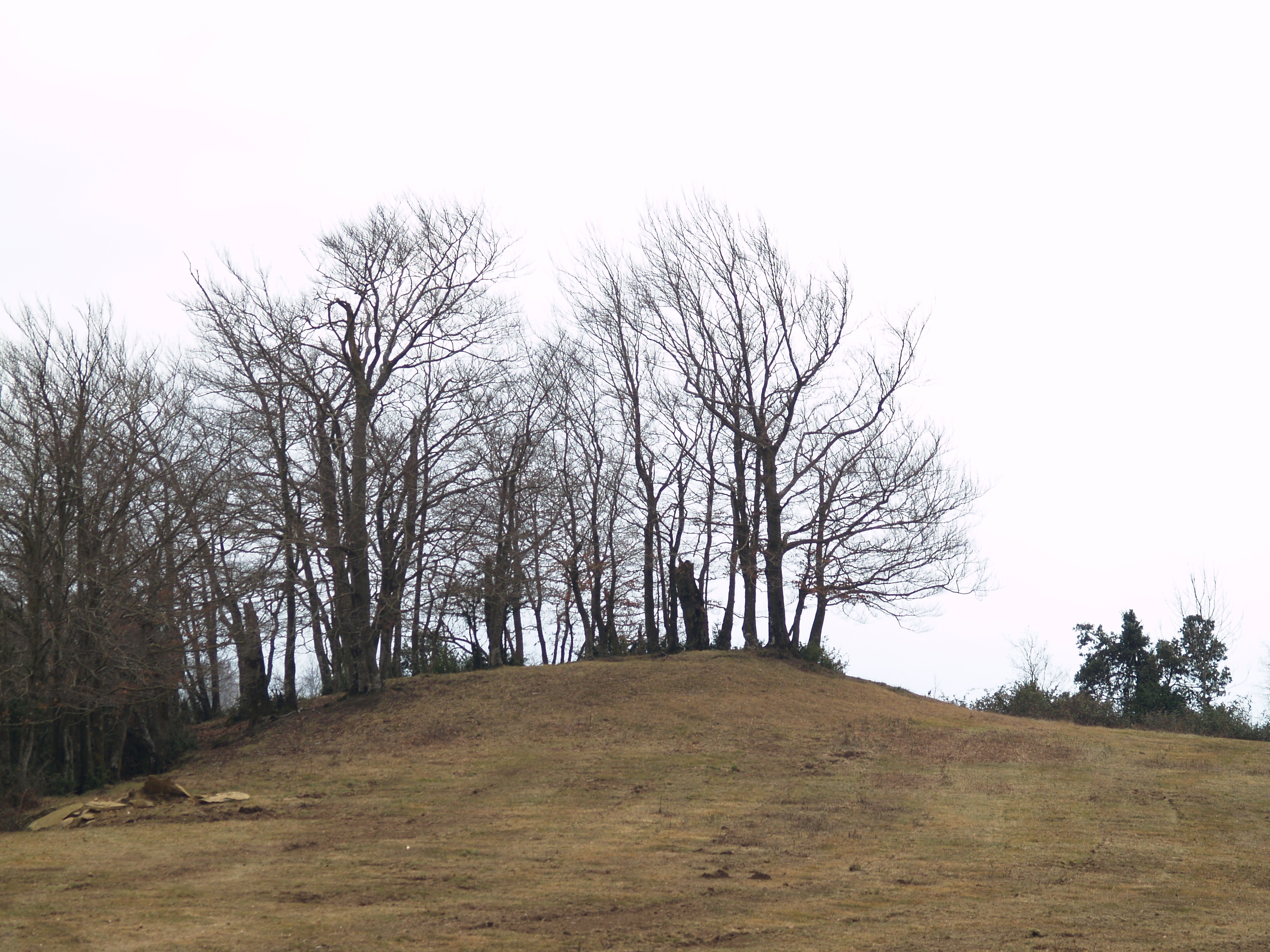
Túmul a Tavertet (Osona).